# ¿Quién vive ahí?
¿Quién vive ahí? fue un programa de televisión de reportajes, producido por Globomedia, para La Sexta. En el programa, estrenado el domingo 17 de enero de 2010, se muestran los interiores de casas originales de España y del extranjero.

## Historia
¿Quién vive ahí? comenzó sus emisiones el domingo 17 de enero de 2010 a las 23:10 horas en La Sexta. Tras su buena acogida, la cadena estrenó su segunda temporada el 2 de septiembre de 2010.
Por otro lado, el 27 de enero de 2012 comenzó la tercera temporada con una versión internacional del formato, visitando lugares como México, Bali, Miami y Brasil. Aun así, siguió recorriendo estancias españolas.
En 2020 recibe el Premio "Antena de Oro" al mejor programa de entretenimiento. 